# ATP Challenger Series 2013
Los ATP Challenger Series 2013 son la segunda categoría en el tenis profesional masculino por detrás de los torneos del ATP Tour.
Los torneos de mayor dinero dentro de esta categoría (US$150.000 más hospitalidad) darán una suma de 125 puntos para el ranking de la ATP al ganador mientras que los de menor dinero (US$35.000) darán 75 puntos al ganador.
El calendario 2013 comprende de 149 torneos de la Serie regular, con premios que van desde $ 35.000 hasta $ 220.000.

## Distribución de puntos
Los puntos se otorgan de la siguiente manera:
| Categoría del torneo                           | Campeón | Finalista | Semifinalistas                       | Cuartos de final                     | R 16                                 | R 32                                 | Q                                    |
| ---------------------------------------------- | ------- | --------- | ------------------------------------ | ------------------------------------ | ------------------------------------ | ------------------------------------ | ------------------------------------ |
| ATP Challenger Tour Finals                     | RR+50   | RR+30     | 15 por partido ganado en round robin | 15 por partido ganado en round robin | 15 por partido ganado en round robin | 15 por partido ganado en round robin | 15 por partido ganado en round robin |
| Challenger $ 125,000 +H Challenger € 106,500+H | 125     | 75        | 45                                   | 25                                   | 8                                    | 0                                    | +5                                   |
| Challenger $ 125,000 Challenger € 106,500      | 110     | 65        | 40                                   | 20                                   | 7                                    | 0                                    | +5                                   |
| Challenger $ 100,000 Challenger € 85,000       | 100     | 60        | 35                                   | 18                                   | 6                                    | 0                                    | +5                                   |
| Challenger $ 75,000 Challenger € 64,000        | 90      | 55        | 33                                   | 17                                   | 6                                    | 0                                    | +5                                   |
| Challenger $ 50,000 Challenger € 42,500        | 80      | 48        | 29                                   | 15                                   | 5                                    | 0                                    | +5                                   |
| Challenger $ 35,000+H Challenger € 30,000+H    | 75      | 45        | 27                                   | 13                                   | 5                                    | 0                                    | +3                                   |

## Programa de torneos[3]

### Clave
| ATP Challenger Tour Finales |
| Serie regular               |

### Enero
| 31 de diciembre | Abierto de San Pablo São Paulo, Brasil Serie regular $35,000+H – Dura – 32S/32Q/16D Cuadro individuales – Cuadro dobles                               | Horacio Zeballos 7-6(5), 6-2                      | Rogério Dutra da Silva          |                             |                             |
| 31 de diciembre | Abierto de San Pablo São Paulo, Brasil Serie regular $35,000+H – Dura – 32S/32Q/16D Cuadro individuales – Cuadro dobles                               | James Cerretani Adil Shamasdin 6-7(5), 6-1 [11-9] | Federico Delbonis Renzo Olivo   |                             |                             |
| 31 de diciembre | Internationaux de Nouvelle-Calédonie Numea, Nueva Caledonia, Francia Serie Regular $75,000+H – Dura – 32S/10Q/16D Cuadro individuales – Cuadro dobles | Adrian Mannarino 6-4 6-3                          | Andrej Martin                   |                             |                             |
| 31 de diciembre | Internationaux de Nouvelle-Calédonie Numea, Nueva Caledonia, Francia Serie Regular $75,000+H – Dura – 32S/10Q/16D Cuadro individuales – Cuadro dobles | Samuel Groth Toshihide Matsui 7-6(6), 1-6 [10-4]  | Artem Sitak Jose Rubin Statham  |                             |                             |
| 7 de enero      | No hay torneos programados. | No hay torneos programados.                       | No hay torneos programados.     | No hay torneos programados. | No hay torneos programados. |
| 14 de enero     | No hay torneos programados. | No hay torneos programados.                       | No hay torneos programados.     | No hay torneos programados. | No hay torneos programados. |
| 21 de enero     | Intersport Heilbronn Open Heilbronn, Alemania Serie regular €85,000+H – Dura (indoor) – 32S/32Q/16D Cuadro individuales – Cuadro dobles               | Michael Berrer 7-5 6-3                            | Jan-Lennard Struff              |                             |                             |
| 21 de enero     | Intersport Heilbronn Open Heilbronn, Alemania Serie regular €85,000+H – Dura (indoor) – 32S/32Q/16D Cuadro individuales – Cuadro dobles               | Johan Brunström Raven Klaasen 6-3 0-6 [12-10]     | Jordan Kerr Andreas Siljeström  |                             |                             |
| 21 de enero     | Maui Challenger Honolulu, Estados Unidos Serie regular $50,000 – Dura – 32S/28Q/16D Cuadro individuales – Cuadro dobles                               | Go Soeda 7-5 7-5                                  | Mischa Zverev                   |                             |                             |
| 21 de enero     | Maui Challenger Honolulu, Estados Unidos Serie regular $50,000 – Dura – 32S/28Q/16D Cuadro individuales – Cuadro dobles                               | Hsin-Han Lee Hsien-Yin Peng 6-7(1) 6-2 [10-5]     | Tennys Sandgren Rhyne Williams  |                             |                             |
| 21 de enero     | Seguros Bolívar Open Bucaramanga Bucaramanga, Colombia Serie regular $35,000+H – Tierra batida – 32S/26Q/16D Cuadro individuales – Cuadro dobles      | Federico Delbonis 7-6(4), 6-3                     | Wayne Odesnik                   |                             |                             |
| 21 de enero     | Seguros Bolívar Open Bucaramanga Bucaramanga, Colombia Serie regular $35,000+H – Tierra batida – 32S/26Q/16D Cuadro individuales – Cuadro dobles      | Marcelo Demoliner Franco Skugor 7-6(8), 6-2       | Sergio Galdós Marco Trungelliti |                             |                             |
| 28 de enero     | McDonald's Burnie International Burnie, Australia Serie regular $50,000 – Dura – 32S/32Q/16D Cuadro individuales – Cuadro dobles                      | John Millman 6-2, 4-6, 6-0                        | Stephane Robert                 |                             |                             |
| 28 de enero     | McDonald's Burnie International Burnie, Australia Serie regular $50,000 – Dura – 32S/32Q/16D Cuadro individuales – Cuadro dobles                      | Ruan Roelofse John-Patrick Smith 6-2, 6-2         | Brydan Klein Dane Propoggia     |                             |                             |

### Febrero
| 4 de febrero  | Challenger of Dallas 2013 Dallas, Estados Unidos Serie regular $100,000 – Dura – 32S/32Q/16D Cuadro individuales - Cuadro dobles                     | Rhyne Williams 7-5 6-3                           | Robby Ginepri                    |                             |                             |
| 4 de febrero  | Challenger of Dallas 2013 Dallas, Estados Unidos Serie regular $100,000 – Dura – 32S/32Q/16D Cuadro individuales - Cuadro dobles                     | Alex Kuznetsov Mischa Zverev 6-4 7-6(7-4) [10-5] | Tennys Sandgren Rhyne Williams   |                             |                             |
| 4 de febrero  | Internazionali Trofeo Lame Perrel–Faip Bérgamo, Italia Serie regular €42,500+H – Dura – 32S/10Q/16D Cuadro individuales - Cuadro dobles              | Michał Przysiężny 4–6, 7–6(7–5), 7–6(7–5)        | Jan-Lennard Struff               |                             |                             |
| 4 de febrero  | Internazionali Trofeo Lame Perrel–Faip Bérgamo, Italia Serie regular €42,500+H – Dura – 32S/10Q/16D Cuadro individuales - Cuadro dobles              | Karol Beck Andrej Martin 6-3 3-6 [10-8]          | Claudio Grassi Amir Weintraub    |                             |                             |
| 4 de febrero  | Charles Sturt Adelaide International Adelaida, Australia Serie regular $50,000 – Dura – 32S/10Q/16D Cuadro individuales - Cuadro dobles              | Matthew Barton 6-2 6-3                           | James Ward                       |                             |                             |
| 4 de febrero  | Charles Sturt Adelaide International Adelaida, Australia Serie regular $50,000 – Dura – 32S/10Q/16D Cuadro individuales - Cuadro dobles              | Samuel Groth Matt Reid 6-2 6-4                   | James Duckworth Greg Jones       |                             |                             |
| 11 de febrero | Open BNP Paribas Banque de Bretagne Quimper, Francia Serie regular €42,500+H – Dura – 32S/32Q/16D Cuadro individuales - Cuadro dobles                | Marius Copil 7-6(11-9), 6-4                      | Marc Gicquel                     |                             |                             |
| 11 de febrero | Open BNP Paribas Banque de Bretagne Quimper, Francia Serie regular €42,500+H – Dura – 32S/32Q/16D Cuadro individuales - Cuadro dobles                | Johan Brunström Raven Klaasen 3-6 6-2 [10-3]     | Jamie Delgado Ken Skupski        |                             |                             |
| 18 de febrero | No hay torneos programados. | No hay torneos programados.                      | No hay torneos programados.      | No hay torneos programados. | No hay torneos programados. |
| 25 de febrero | Challenger La Manche Cherbourg, Francia Regular series €42,500+H – Dura – 32S/32Q/16D Cuadro individuales – Cuadro dobles                            | Jesse Huta Galung 6-1, 6-3                       | Vincent Millot                   |                             |                             |
| 25 de febrero | Challenger La Manche Cherbourg, Francia Regular series €42,500+H – Dura – 32S/32Q/16D Cuadro individuales – Cuadro dobles                            | Sanchai Ratiwatana Sonchat Ratiwatana 7-5, 6-4   | Philipp Marx Florin Mergea       |                             |                             |
| 25 de febrero | Nature's Way Sydney Tennis International Sídney, Australia Regular series $50,000 – Dura – 32S/32Q/16D Cuadro individuales – Cuadro dobles           | Nick Kyrgios 6-3, 6-2                            | Matt Reid                        |                             |                             |
| 25 de febrero | Nature's Way Sydney Tennis International Sídney, Australia Regular series $50,000 – Dura – 32S/32Q/16D Cuadro individuales – Cuadro dobles           | Brydan Klein Dane Propoggia 6-4, 4-6, [11-9]     | Alex Bolt Nick Kyrgios           |                             |                             |
| 25 de febrero | Challenger ATP de Salinas Diario Expreso Salinas, Ecuador Regular series $35,000+H – Tierra batida – 32S/32Q/16D Cuadro individuales – Cuadro dobles | Alejandro González 4-6 6-3, 7-6(9-7)             | Renzo Olivo                      |                             |                             |
| 25 de febrero | Challenger ATP de Salinas Diario Expreso Salinas, Ecuador Regular series $35,000+H – Tierra batida – 32S/32Q/16D Cuadro individuales – Cuadro dobles | Sergio Galdós Marco Trungelliti 6-4, 6-4         | Jean Andersen Izak van der Merwe |                             |                             |

### Marzo
| Semana de   | Torneo | Campeones                                           | Finalistas                        |
| ----------- | --- | --------------------------------------------------- | --------------------------------- |
| 4 de marzo  | All Japan Indoor Tennis Championships Kyoto, Japón Serie regular $35,000+H – Dura – 32S/32Q/16D Cuadro individuales – Cuadro dobles          | John Millman 4-6 6-4 7-6(7-2)                       | Marco Chiudinelli                 |
| 4 de marzo  | All Japan Indoor Tennis Championships Kyoto, Japón Serie regular $35,000+H – Dura – 32S/32Q/16D Cuadro individuales – Cuadro dobles          | Purav Raja Divij Sharan 6-4, 7-5                    | Chris Guccione Matt Reid          |
| 4 de marzo  | Copa Cachantún Santiago, Chile Serie regular $35,000+H – Tierra batida– 32S/32Q/16D Cuadro individuales – Cuadro dobles                      | Facundo Bagnis 7-6(7-2), 7-6(7-3)                   | Thiemo de Bakker                  |
| 4 de marzo  | Copa Cachantún Santiago, Chile Serie regular $35,000+H – Tierra batida– 32S/32Q/16D Cuadro individuales – Cuadro dobles                      | Marcelo Demoliner João Souza 7-5, 6-1               | Federico Delbonis Diego Junqueira |
| 11 de marzo | Dallas Tennis Classic Dallas, Estados Unidos Serie regular $125,000+H – Dura – 32S/32Q/16D Cuadro individuales - Cuadro dobles               | Jürgen Melzer 6–4, 2–6, 6–1                         | Denis Kudla                       |
| 11 de marzo | Dallas Tennis Classic Dallas, Estados Unidos Serie regular $125,000+H – Dura – 32S/32Q/16D Cuadro individuales - Cuadro dobles               | Jürgen Melzer Philipp Petzschner 6–3, 6–1           | Eric Butorac Dominic Inglot       |
| 11 de marzo | BH Telecom Indoors Sarajevo, Bosnia y Herzegovina Serie regular €30,000+H – Dura– 32S/10Q/16D Cuadro individuales – Cuadro dobles            | Adrián Mannarino 7–6(3), 7–6(2)                     | Dustin Brown                      |
| 11 de marzo | BH Telecom Indoors Sarajevo, Bosnia y Herzegovina Serie regular €30,000+H – Dura– 32S/10Q/16D Cuadro individuales – Cuadro dobles            | Mirza Bašić Tomislav Brkić 6-3, 7-5                 | Karol Beck Igor Zelenay           |
| 18 de marzo | Men's Rimouski Challenger Rimouski, Canadá Serie regular $35,000+H – Dura – 32S/32Q/16D Cuadro individuales – Cuadro dobles                  | Rik de Voest 7-6(8-6), 6-4                          | Vasek Pospisil                    |
| 18 de marzo | Men's Rimouski Challenger Rimouski, Canadá Serie regular $35,000+H – Dura – 32S/32Q/16D Cuadro individuales – Cuadro dobles                  | Samuel Groth John-Patrick Smith 7–6(7–5), 7–6(9–7)  | Philipp Marx Florin Mergea        |
| 25 de marzo | Orange Open Guadeloupe Le Gosier, Guadalupe Serie regular $100,000+H – Dura – 32S/32Q/16D Cuadro individuales – Cuadro dobles                | Benoît Paire 6–4, 5–7, 6–4                          | Sergiy Stakhovsky                 |
| 25 de marzo | Orange Open Guadeloupe Le Gosier, Guadalupe Serie regular $100,000+H – Dura – 32S/32Q/16D Cuadro individuales – Cuadro dobles                | Dudi Sela Jimmy Wang 6–1, 6–2                       | Philipp Marx Florin Mergea        |
| 25 de marzo | Seguros Bolívar Open Pereira Pereira, Colombia Serie regular $50,000+H – Tierra batida – 32S/10Q/16D Cuadro individuales – Cuadro dobles     | Santiago Giraldo 6–2, 6–4                           | Paul Capdeville                   |
| 25 de marzo | Seguros Bolívar Open Pereira Pereira, Colombia Serie regular $50,000+H – Tierra batida – 32S/10Q/16D Cuadro individuales – Cuadro dobles     | Nicolás Barrientos Eduardo Struvay 3–6, 6–3, [10–6] | Facundo Bagnis Federico Delbonis  |
| 25 de marzo | San Luis Potosí Challenger San Luis Potosí, México Serie regular $35,000+H – Tierra batida – 32S/10Q/16D Cuadro individuales – Cuadro dobles | Alessio di Mauro 4–6, 6–3, 6–2                      | Daniel Kosakowski                 |
| 25 de marzo | San Luis Potosí Challenger San Luis Potosí, México Serie regular $35,000+H – Tierra batida – 32S/10Q/16D Cuadro individuales – Cuadro dobles | Marin Draganja Adrián Menéndez 6–4, 6–3             | Marco Chiudinelli Peter Gojowczyk |

### Abril
| Semana de   | Torneo | Campeones                                              | Finalistas                               |
| ----------- | --- | ------------------------------------------------------ | ---------------------------------------- |
| 1 de abril  | Open Prévadiès Saint–Brieuc Saint-Brieuc, Francia Serie r €30,000+H – Dura – 32S/32Q/16D Cuadro individuales – Cuadro dobles                            | Jesse Huta Galung 7–6(4), 4–6, 7–6(3)                  | Kenny de Schepper                        |
| 1 de abril  | Open Prévadiès Saint–Brieuc Saint-Brieuc, Francia Serie r €30,000+H – Dura – 32S/32Q/16D Cuadro individuales – Cuadro dobles                            | Tomasz Bednarek Andreas Siljeström 6–3, 4–6, [10–7]    | Jesse Huta Galung Konstantin Kravchuk    |
| 1 de abril  | Torneo Internacional AGT León, México Serie regular $35,000+H – Dura – 32S/10Q/16D Cuadro individuales – Cuadro dobles                                  | Donald Young 6–2, 6–2                                  | Jimmy Wang                               |
| 1 de abril  | Torneo Internacional AGT León, México Serie regular $35,000+H – Dura – 32S/10Q/16D Cuadro individuales – Cuadro dobles                                  | Chris Guccione Matt Reid 6–3, 7–5                      | Purav Raja Divij Sharan                  |
| 8 de abril  | Jalisco Open Guadalajara, México Serie regular $100,000 – Dura– 32S/32Q/16D Cuadro individuales – Cuadro dobles                                         | Alex Bogomolov, Jr. 2–6, 6–3, 6–1                      | Rajeev Ram                               |
| 8 de abril  | Jalisco Open Guadalajara, México Serie regular $100,000 – Dura– 32S/32Q/16D Cuadro individuales – Cuadro dobles                                         | Marin Draganja Mate Pavić 5–7, 6–2, [13–11]            | Samuel Groth John-Patrick Smith          |
| 8 de abril  | Seguros Bolívar Open Barranquilla Barranquilla, Colombia Serie regular $50,000+H – Tierra batida – 32S/10Q/16D Cuadro individuales – Cuadro dobles      | Federico Delbonis 6–3, 6–2                             | Facundo Bagnis                           |
| 8 de abril  | Seguros Bolívar Open Barranquilla Barranquilla, Colombia Serie regular $50,000+H – Tierra batida – 32S/10Q/16D Cuadro individuales – Cuadro dobles      | Facundo Bagnis Federico Delbonis 6–3, 7–5              | Fabiano de Paula Stefano Ianni           |
| 8 de abril  | Mersin Cup Mersin, Turquía Serie regular €42,500 – Tierra batida – 32S/10Q/16D Cuadro individuales – Cuadro dobles                                      | Jiří Veselý 6–1, 6–1                                   | Simon Greul                              |
| 8 de abril  | Mersin Cup Mersin, Turquía Serie regular €42,500 – Tierra batida – 32S/10Q/16D Cuadro individuales – Cuadro dobles                                      | Andreas Beck Dominik Meffert 5–7, 6–3, [10–8]          | Radu Albot Oleksandr Nedovyesov          |
| 8 de abril  | Challenger de Itajaí 2013 Itajaí, Brasil Serie regular $35,000+H – Tierra batida – 32S/10Q/16D Cuadro de individuales – Cuadro de Dobles                | Rogério Dutra da Silva 4–6, 6–3, 6–1                   | Jozef Kovalík                            |
| 8 de abril  | Challenger de Itajaí 2013 Itajaí, Brasil Serie regular $35,000+H – Tierra batida – 32S/10Q/16D Cuadro de individuales – Cuadro de Dobles                | James Duckworth Pierre-Hugues Herbert 7–5, 6–2         | Guilherme Clezar Fabricio Neis           |
| 15 de abril | Sarasota Open Sarasota, Estados Unidos Serie regular $100,000 – Tierra batida– 32S/32Q/16D Cuadro de individuales – Cuadro de Dobles                    | Alex Kuznetsov 6–0, 6–2                                | Wayne Odesnik                            |
| 15 de abril | Sarasota Open Sarasota, Estados Unidos Serie regular $100,000 – Tierra batida– 32S/32Q/16D Cuadro de individuales – Cuadro de Dobles                    | Ilija Bozoljac Somdev Devvarman 6–7(5), 7–6(3), [11–9] | Steve Johnson Bradley Klahn              |
| 15 de abril | Copa Internacional de Tenis Total Digest México, D. F., México Serie regular $35,000+H – Dura – 32S/10Q/16D Cuadro de individuales – Cuadro de Dobles   | Andrej Martin 4-6, 6-4, 6-1                            | Adrian Mannarino                         |
| 15 de abril | Copa Internacional de Tenis Total Digest México, D. F., México Serie regular $35,000+H – Dura – 32S/10Q/16D Cuadro de individuales – Cuadro de Dobles   | Carsten Ball Chris Guccione 6-3, 3-6, [11-9]           | Jordan Kerr John-Patrick Smith           |
| 15 de abril | Visit Panama Cup Panamá, Panamá Serie regular $35,000+H – Tierra batida – 32S/10Q/16D Cuadro de individuales – Cuadro de Dobles                         | Rubén Ramírez Hidalgo 6-4, 5-7, 7-6(4)                 | Alejandro González                       |
| 15 de abril | Visit Panama Cup Panamá, Panamá Serie regular $35,000+H – Tierra batida – 32S/10Q/16D Cuadro de individuales – Cuadro de Dobles                         | Jorge Aguilar Sergio Galdós 6–4, 6–4                   | Alejandro González Julio César Campozano |
| 15 de abril | Rai Open Roma, Italia Serie regular €30,000+H – Tierra batida – 32S/10Q/16D Cuadro de individuales – Cuadro de Dobles                                   | Julian Reister 4-6, 6-3, 6-2                           | Guillermo García-López                   |
| 15 de abril | Rai Open Roma, Italia Serie regular €30,000+H – Tierra batida – 32S/10Q/16D Cuadro de individuales – Cuadro de Dobles                                   | Andreas Beck Martin Fischer 7–6(7–2), 6–0              | Martin Emmrich Rameez Junaid             |
| 15 de abril | Santos Brasil Tennis Open Santos, Brasil Regular series $35,000+H – Tierra batida – 32S/10Q/16D Cuadro de individuales – Cuadro de dobles               | Gastão Elias 4–6, 6–0, 6–2                             | Rogério Dutra da Silva                   |
| 15 de abril | Santos Brasil Tennis Open Santos, Brasil Regular series $35,000+H – Tierra batida – 32S/10Q/16D Cuadro de individuales – Cuadro de dobles               | Pavol Červenák Matteo Viola 6–2, 4–6, [10–6]           | Guilherme Clezar Gastão Elias            |
| 22 de abril | Savannah Challenger Savannah, Estados Unidos Serie regular $50,000 – Tierra batida – 32S/32Q/16D Cuadro de individuales – Cuadro de dobles              | Ryan Harrison 6–2, 6–3                                 | Facundo Argüello                         |
| 22 de abril | Savannah Challenger Savannah, Estados Unidos Serie regular $50,000 – Tierra batida – 32S/32Q/16D Cuadro de individuales – Cuadro de dobles              | Teimuraz Gabashvili Denys Molchanov 6–2, 7–5           | Michael Russell Tim Smyczek              |
| 22 de abril | IS Open de Tenis San Pablo, Brasil Serie regular $35,000+H – Tierra batida – 32S/10Q/16D Cuadro de individuales – Cuadro de dobles                      | Paul Capdeville 6-2, 6-2                               | Renzo Olivo                              |
| 22 de abril | IS Open de Tenis San Pablo, Brasil Serie regular $35,000+H – Tierra batida – 32S/10Q/16D Cuadro de individuales – Cuadro de dobles                      | Marcelo Demoliner Joao Souza 6-3, 3-6, [10]-[6]        | James Cerretani Pierre-Hugues Herbert    |
| 29 de abril | Tunis Open Túnez, Túnez Serie regular $125,000+H – Tierra batida – 32S/32Q/16D Cuadro de individuales – Cuadro de Dobles                                | Adrian Ungur 4–6, 6–0, 6–2                             | Diego Schwartzman                        |
| 29 de abril | Tunis Open Túnez, Túnez Serie regular $125,000+H – Tierra batida – 32S/32Q/16D Cuadro de individuales – Cuadro de Dobles                                | Dominik Meffert Philipp Oswald 3–6, 7–6(0), [10–7]     | Jamie Delgado Andreas Siljeström         |
| 29 de abril | ATP China International Tennis Challenge Yunnan, China Serioe regular $50,000 – Tierra batida – 32S/10Q/16D Cuadro de individuales – Cuadro de Dobles   | Márton Fucsovics 7–5, 3–6, 6–3                         | James Ward                               |
| 29 de abril | ATP China International Tennis Challenge Yunnan, China Serioe regular $50,000 – Tierra batida – 32S/10Q/16D Cuadro de individuales – Cuadro de Dobles   | Victor Baluda Dino Marcan 6–7(5), 6–4, [10–7]          | Samuel Groth John-Patrick Smith          |
| 29 de abril | Prosperita Open Ostrava, República Checa Serie regular €42,500 – Tierra batida – 32S/10Q/16D Cuadro de individuales – Cuadro de Dobles                  | Jiří Veselý 6–4, 6–4                                   | Steve Darcis                             |
| 29 de abril | Prosperita Open Ostrava, República Checa Serie regular €42,500 – Tierra batida – 32S/10Q/16D Cuadro de individuales – Cuadro de Dobles                  | Steve Darcis Olivier Rochus 7–5, 7–5                   | Tomasz Bednarek Mateusz Kowalczyk        |
| 29 de abril | Soweto Open Johannesburgo, Sudáfrica Serie regular $50,000+H – Dura – 32S/10Q/16D Cuadro de individuales - Cuadro de Dobles                             | Vasek Pospisil 6–7(9), 6–0, 4–1 ret.                   | Michał Przysiężny                        |
| 29 de abril | Soweto Open Johannesburgo, Sudáfrica Serie regular $50,000+H – Dura – 32S/10Q/16D Cuadro de individuales - Cuadro de Dobles                             | Prakash Amritraj Rajeev Ram 7-6(7-1), 7-6(7-1)         | Purav Raja Divij Sharan                  |
| 29 de abril | Tallahassee Tennis Challenger Tallahassee, Estados Unidos Serie regular $50,000 – Tierra batida – 32S/10Q/16D Cuadro de individuales - Cuadro de Dobles | Denis Kudla 6–3, 6–3                                   | Cedrik-Marcel Stebe                      |
| 29 de abril | Tallahassee Tennis Challenger Tallahassee, Estados Unidos Serie regular $50,000 – Tierra batida – 32S/10Q/16D Cuadro de individuales - Cuadro de Dobles | Austin Krajicek Tennys Sandgren 1–6, 6–2, [10–8]       | Greg Jones Peter Polansky                |
| 29 de abril | Tennis Napoli Cup Nápoles, Italia Serie regular €30,000+H – Tierra batida – 32S/10Q/16D Cuadro de individuales - Cuadro de Dobles                       | Potito Starace 6–2, 2–0 ret.                           | Alessandro Giannessi                     |
| 29 de abril | Tennis Napoli Cup Nápoles, Italia Serie regular €30,000+H – Tierra batida – 32S/10Q/16D Cuadro de individuales - Cuadro de Dobles                       | Stefano Ianni Potito Starace 6–1, 6–3                  | Alessandro Giannessi Andrey Golubev      |

### Mayo
| 6 de mayo  | Challenger de Kunming 2013 Kunming, China Serie regular $125,000 – Dura – 32S/32Q/16D Cuadro de individuales – Cuadro de dobles               | Alex Bogomolov, Jr. 6–3, 4–6, 7–6(7)            | Rik de Voest                    |                             |                             |
| 6 de mayo  | Challenger de Kunming 2013 Kunming, China Serie regular $125,000 – Dura – 32S/32Q/16D Cuadro de individuales – Cuadro de dobles               | Samuel Groth John-Patrick Smith 6–4, 6–1        | Go Soeda Yasutaka Uchiyama      |                             |                             |
| 6 de mayo  | Karshi Challenger Qarshi, Uzbekistán Serie regular $50,000 – Dura– 32S/32Q/16D Cuadro de individuales – Cuadro de dobles                      | Teimuraz Gabashvili 6–4, 6–4                    | Radu Albot                      |                             |                             |
| 6 de mayo  | Karshi Challenger Qarshi, Uzbekistán Serie regular $50,000 – Dura– 32S/32Q/16D Cuadro de individuales – Cuadro de dobles                      | Ti Chen Guillermo Olaso 7–6(5), 7–5             | Jordan Kerr Konstantin Kravchuk |                             |                             |
| 6 de mayo  | Río Quente Resorts Tennis Classic Rio Quente, Brasil Serie regular $35,000+H – Dura – 32S/32Q/16D Cuadro de individuales – Cuadro de dobles   | Rajeev Ram 4–6, 6–4, 6–3                        | André Ghem                      |                             |                             |
| 6 de mayo  | Río Quente Resorts Tennis Classic Rio Quente, Brasil Serie regular $35,000+H – Dura – 32S/32Q/16D Cuadro de individuales – Cuadro de dobles   | Fabiano de Paula Marcelo Demoliner 6-3, 6-4     | Ricardo Hocevar Leonardo Kirche |                             |                             |
| 6 de mayo  | Roma Open Roma, Italia Serie regular €30,000+H – Tierra batida– 32S/32Q/16D Cuadro de individuales – Cuadro de dobles                         | Aljaž Bedene 6–4, 6–2                           | Filippo Volandri                |                             |                             |
| 6 de mayo  | Roma Open Roma, Italia Serie regular €30,000+H – Tierra batida– 32S/32Q/16D Cuadro de individuales – Cuadro de dobles                         | Andre Begemann Martin Emmrich 7–6(4), 6–3       | Philipp Marx Florin Mergea      |                             |                             |
| 14 de mayo | Busan Open Challenger Tennis Busan, Corea del Sur Serie regular $75,000+H – Dura – 32S/32Q/16D Cuadro de individuales – Cuadro de dobles      | Dudi Sela 6–1, 6–4                              | Alex Bogomolov, Jr.             |                             |                             |
| 14 de mayo | Busan Open Challenger Tennis Busan, Corea del Sur Serie regular $75,000+H – Dura – 32S/32Q/16D Cuadro de individuales – Cuadro de dobles      | Hsien-Yin Peng Tsung-Hua Yang 6–4, 6–3          | Jeong Suk-young Lim Yong-kyu    |                             |                             |
| 14 de mayo | BNP Paribas Primrose Bordeaux Burdeos, Francia Serie regular €85,000+H – Tierra batida– 32S/32Q/16D Cuadro de individuales – Cuadro de dobles | Gaël Monfils 7–5, 7–6(5)                        | Michaël Llodra                  |                             |                             |
| 14 de mayo | BNP Paribas Primrose Bordeaux Burdeos, Francia Serie regular €85,000+H – Tierra batida– 32S/32Q/16D Cuadro de individuales – Cuadro de dobles | Christopher Kas Oliver Marach 2–6, 6–4, [10–1]  | Nicholas Monroe Simon Stadler   |                             |                             |
| 14 de mayo | Samarkand Challenger Samarcanda, Uzbekistán Serie regular $35,000+H – Dura– 32S/32Q/16D Cuadro de individuales – Cuadro de dobles             | Teimuraz Gabashvili 6–3, 6–4                    | Oleksandr Nedovyesov            |                             |                             |
| 14 de mayo | Samarkand Challenger Samarcanda, Uzbekistán Serie regular $35,000+H – Dura– 32S/32Q/16D Cuadro de individuales – Cuadro de dobles             | Farrukh Dustov Oleksandr Nedovyesov 6–1, 7–6(7) | Radu Albot Jordan Kerr          |                             |                             |
| 21 de mayo | No hay torneos programados. | No hay torneos programados.                     | No hay torneos programados.     | No hay torneos programados. | No hay torneos programados. |
| 28 de mayo | No hay torneos programados. | No hay torneos programados.                     | No hay torneos programados.     | No hay torneos programados. | No hay torneos programados. |

### Junio
| Semana de   | Torneo | Campeones                                                    | Finalistas                           |
| ----------- | --- | ------------------------------------------------------------ | ------------------------------------ |
| 3 de junio  | UniCredit Czech Open Prostějov, República Checa Serie regular €106,500+H – Tierra batida– 32S/29Q/16D Cuadro de individuales - Cuadro de dobles     | Radek Štěpánek 6–4, 6–2                                      | Jiří Veselý                          |
| 3 de junio  | UniCredit Czech Open Prostějov, República Checa Serie regular €106,500+H – Tierra batida– 32S/29Q/16D Cuadro de individuales - Cuadro de dobles     | Nicholas Monroe Simon Stadler 6–4, 6–4                       | Mateusz Kowalczyk Lukáš Rosol        |
| 3 de junio  | Città di Caltanissetta Caltanissetta, Italia Serie regular series $64,000+H – Tierra batida – 32S/24Q/16D Cuadro de individuales - Cuadro de dobles | Dušan Lajović 7–6(4), 6–3                                    | Robin Haase                          |
| 3 de junio  | Città di Caltanissetta Caltanissetta, Italia Serie regular series $64,000+H – Tierra batida – 32S/24Q/16D Cuadro de individuales - Cuadro de dobles | Dominik Meffert Philipp Oswald 6-2, 6-3                      | Alessandro Giannessi Potito Starace  |
| 3 de junio  | AEGON Trophy Nottingham, Gran Bretaña Serie regular €64,000 – Hierba – 32S/32Q/16D Cuadro de individuales - Cuadro de dobles                        | Matthew Ebden 7-5, 4-6, 7-5                                  | Benjamin Becker                      |
| 3 de junio  | AEGON Trophy Nottingham, Gran Bretaña Serie regular €64,000 – Hierba – 32S/32Q/16D Cuadro de individuales - Cuadro de dobles                        | Jamie Murray John Peers 6-2, 6-7(3), [10-6]                  | Ken Skupski Neal Skupski             |
| 3 de junio  | Franken Challenge Fürth, Alemania Serie regular €42,000+H – Tierra batida – 32S/31Q/16D Cuadro de individuales - Cuadro de dobles                   | João Sousa 3–6, 6–3, 6–4                                     | Wayne Odesnik                        |
| 3 de junio  | Franken Challenge Fürth, Alemania Serie regular €42,000+H – Tierra batida – 32S/31Q/16D Cuadro de individuales - Cuadro de dobles                   | Colin Ebelthite Rameez Junaid 6–4, 7–5                       | Christian Harrison Michael Venus     |
| 3 de junio  | BRD Arad Challenger Arad, Rumania Serie regular €42,000+H – Tierra batida – 32S/31Q/16D Cuadro de individuales - Cuadro de dobles                   | Adrian Ungur 6–4, 7–6(3)                                     | Marius Copil                         |
| 3 de junio  | BRD Arad Challenger Arad, Rumania Serie regular €42,000+H – Tierra batida – 32S/31Q/16D Cuadro de individuales - Cuadro de dobles                   | Franko Škugor Antonio Veić 7–6(5),4–6, [11–9]                | Facundo Bagnis Julio César Campozano |
| 10 de junio | Prague Open Praga, República Checa Serie regular €85,000 – Tierra batida – 32S/19Q/16D Cuadro de individuales - Cuadro de dobles                    | Oleksandr Nedovyesov 6–0, 6–1                                | Javier Martí                         |
| 10 de junio | Prague Open Praga, República Checa Serie regular €85,000 – Tierra batida – 32S/19Q/16D Cuadro de individuales - Cuadro de dobles                    | Lee Hsin-han Peng Hsien-yin 6-4, 4-6, [10-5]                 | Vahid Mirzadeh Denis Zivkovic        |
| 10 de junio | AEGON Nottingham Challenge Nottingham, Gran Bretaña Serie regular €64,000 – Hierba – 32S/32Q/16D Cuadro de individuales - Cuadro de dobles          | Steve Johnson 7–5, 7–5                                       | Ruben Bemelmans                      |
| 10 de junio | AEGON Nottingham Challenge Nottingham, Gran Bretaña Serie regular €64,000 – Hierba – 32S/32Q/16D Cuadro de individuales - Cuadro de dobles          | Sanchai Ratiwatana Sonchat Ratiwatana 7–6(5), 6-7(3), [10-8] | Purav Raja Divij Sharan              |
| 10 de junio | Internationaux de Tennis de BLOIS Blois, Francia Serie regular €30,000+H – Tierra batida – 32S/32Q/16D Cuadro de individuales - Cuadro de dobles    | Julian Reister 6-1, 6-7(3), 7–6(2)                           | Dušan Lajović                        |
| 10 de junio | Internationaux de Tennis de BLOIS Blois, Francia Serie regular €30,000+H – Tierra batida – 32S/32Q/16D Cuadro de individuales - Cuadro de dobles    | Jonathan Eysseric Nicolas Renavand 6-3, 6-4                  | Ruben Gonzales Chris Letcher         |
| 10 de junio | Košice Open Košice, Eslovaquia Serie regular €30,000+H – Tierra batida – 32S/32Q/16D Cuadro de individuales - Cuadro de dobles                      | Mikhail Kukushkin 6–4, 1–6, 6–2                              | Damir Džumhur                        |
| 10 de junio | Košice Open Košice, Eslovaquia Serie regular €30,000+H – Tierra batida – 32S/32Q/16D Cuadro de individuales - Cuadro de dobles                      | Kamil Čapkovič Igor Zelenay 6–4, 7–6(5)                      | Gero Kretschmer Alexander Satschko   |
| 17 de junio | Morocco Tennis Tour – Tanger Tánger, Marruecos Serie regular €30,000+H – Tierra batida – 32S/32Q/16D Cuadro de individuales - Cuadro de dobles      | Pablo Carreño-Busta 6-2, 4-1 ret.                            | Mijaíl Kukushkin                     |
| 17 de junio | Morocco Tennis Tour – Tanger Tánger, Marruecos Serie regular €30,000+H – Tierra batida – 32S/32Q/16D Cuadro de individuales - Cuadro de dobles      | Nikola Ćirić Goran Tošić 6-3, 6-7(5), 10-8                   | Maximilian Neuchrist Mate Pavic      |
| 17 de junio | Aspria Tennis Cup Trofeo City Life Milán, Italia Serie regular €30,000+H – Tierra batida – 32S/28Q/16D Cuadro de individuales - Cuadro de dobles    | Filippo Volandri 6-3, 6-2                                    | Andrej Martin                        |
| 17 de junio | Aspria Tennis Cup Trofeo City Life Milán, Italia Serie regular €30,000+H – Tierra batida – 32S/28Q/16D Cuadro de individuales - Cuadro de dobles    | Marco Crugnola Daniele Giorgini 4-6, 7-5, 10-8               | Alex Bolt Peng Hsien-yin             |
| 24 de junio | Marburg Open Marburgo, Alemania Regular series €30,000+H – Tierra batida – 32S/29Q/16D Cuadro de individuales - Cuadro de dobles                    | Andrey Golubev 6-1, 6-3                                      | Diego Schwartzman                    |
| 24 de junio | Marburg Open Marburgo, Alemania Regular series €30,000+H – Tierra batida – 32S/29Q/16D Cuadro de individuales - Cuadro de dobles                    | Andrey Golubev Yevgueni Koroliov 6-3, 1-6, [10-6]            | Jesse Huta Galung Jordan Kerr        |

### Julio
| Semana de   | Torneo | Campeones                                               | Finalistas                                      |
| ----------- | --- | ------------------------------------------------------- | ----------------------------------------------- |
| 1 de julio  | Sparkassen Open Braunschweig, Alemania Serie regular €106,500+H – Tierra batida – 32S/26Q/16D Cuadro de individuales - Cuadro de dobles                     | Florian Mayer 4–6, 6–2, 6–1                             | Jiří Veselý                                     |
| 1 de julio  | Sparkassen Open Braunschweig, Alemania Serie regular €106,500+H – Tierra batida – 32S/26Q/16D Cuadro de individuales - Cuadro de dobles                     | Tomasz Bednarek Mateusz Kowalczyk 6–2, 7–6(4)           | Andreas Siljeström Igor Zelenay                 |
| 1 de julio  | Nielsen Pro Tennis Championships Winnetka, Estados Unidos Serie regular $50,000 – Dura – 32S/24Q/16D Cuadro de individuales - Cuadro de dobles              | Jack Sock 6–4, 6–2                                      | Bradley Klahn                                   |
| 1 de julio  | Nielsen Pro Tennis Championships Winnetka, Estados Unidos Serie regular $50,000 – Dura – 32S/24Q/16D Cuadro de individuales - Cuadro de dobles              | Yuki Bhambri Michael Venus 2–6, 6–2, [10–8]             | Somdev Devvarman Jack Sock                      |
| 1 de julio  | Manta Open Manta, Ecuador Serie regular $35,000+H – Dura – 32S/32Q/16D Cuadro de individuales - Cuadro de dobles                                            | Michael Russell 4–6, 6–0, 7–5                           | Greg Jones                                      |
| 1 de julio  | Manta Open Manta, Ecuador Serie regular $35,000+H – Dura – 32S/32Q/16D Cuadro de individuales - Cuadro de dobles                                            | Marcelo Arévalo Sergio Galdós 6–3, 6–4                  | Alejandro González Carlos Salamanca             |
| 1 de julio  | BRD Timișoara Challenger Timisoara, Rumania Serie regular €30,000+H – Tierra batida – 32S/10Q/16D Cuadro de individuales - Cuadro de dobles                 | Andreas Haider-Maurer 6–4, 3–6, 6–4                     | Rubén Ramírez Hidalgo                           |
| 1 de julio  | BRD Timișoara Challenger Timisoara, Rumania Serie regular €30,000+H – Tierra batida – 32S/10Q/16D Cuadro de individuales - Cuadro de dobles                 | Jonathan Eysseric Nicolas Renavand 6–7(6), 6–2, [10–7]  | Ilija Vučić Miljan Zekić                        |
| 1 de julio  | Tilia Slovenia Open Portorož, Eslovenia Serie regular €30,000+H – Dura – 32S/22Q/16D Cuadro de individuales - Cuadro de dobles                              | Grega Žemlja 6–4, 7–5                                   | Martin Fischer                                  |
| 1 de julio  | Tilia Slovenia Open Portorož, Eslovenia Serie regular €30,000+H – Dura – 32S/22Q/16D Cuadro de individuales - Cuadro de dobles                              | Marin Draganja Mate Pavić 6–3, 1–6, [10–5]              | Aljaž Bedene Blaž Rola                          |
| 1 de julio  | Internazionali di Tennis dell'Umbria Todi, Italia Serie regular €30,000+H – Tierra batida– 32S/32Q/16D Cuadro de individuales - Cuadro de dobles            | Pere Riba 7–6(5), 2–6, 7–6(6)                           | Santiago Giraldo                                |
| 1 de julio  | Internazionali di Tennis dell'Umbria Todi, Italia Serie regular €30,000+H – Tierra batida– 32S/32Q/16D Cuadro de individuales - Cuadro de dobles            | Santiago Giraldo Cristian Rodríguez 4–6, 7–6{2), [10–3] | Andrea Arnaboldi Gianluca Naso                  |
| 8 de julio  | Beijing International Challenger Pekín, China Serie regular $75,000+H – Dura – 32S/32Q/16D Cuadro de individuales - Cuadro de dobles                        | Yen-Hsun Lu 6-2, 6-4                                    | Go Soeda                                        |
| 8 de julio  | Beijing International Challenger Pekín, China Serie regular $75,000+H – Dura – 32S/32Q/16D Cuadro de individuales - Cuadro de dobles                        | Toshihide Matsui Danai Udomchoke 4-6, 7-6(6), [10-8]    | Mao-Xin Gong Ze Zhang                           |
| 8 de julio  | American Express – TED Open Estambul, Turquía Serie regular €42,500 – Dura – 32S/31Q/16D Cuadro de individuales - Cuadro de dobles                          | Benjamin Becker 6-1, 2-, 3-2r                           | Dudi Sela                                       |
| 8 de julio  | American Express – TED Open Estambul, Turquía Serie regular €42,500 – Dura – 32S/31Q/16D Cuadro de individuales - Cuadro de dobles                          | James Cluskey Fabrice Martin 3-6, 6-3, [10-5]           | Brydan Klein Ruan Roelofse                      |
| 8 de julio  | Sport 1 Open Scheveningen, Países Bajos Serie regular €42,500+H – Tierra batida – 32S/27Q/16D Cuadro de individuales - Cuadro de dobles                     | Jesse Huta Galung 6-3, 6(2)-7, 6-4                      | Robin Haase                                     |
| 8 de julio  | Sport 1 Open Scheveningen, Países Bajos Serie regular €42,500+H – Tierra batida – 32S/27Q/16D Cuadro de individuales - Cuadro de dobles                     | Antal van der Duim Boy Westerhof 6-3, 6-3               | Gero Kretschmer Alexander Satschko              |
| 8 de julio  | Banca Dell'Adriatico Tennis Cup San Benedetto, Italia Regular series €30,000+H – Tierra batida – 32S/31Q/16D Cuadro de individuales - Cuadro de dobles      | Andrej Martin 6-4, 6-3                                  | João Sousa                                      |
| 8 de julio  | Banca Dell'Adriatico Tennis Cup San Benedetto, Italia Regular series €30,000+H – Tierra batida – 32S/31Q/16D Cuadro de individuales - Cuadro de dobles      | Pierre-Hugues Herbert Maxime Teixeira 6-4, 6-3          | Alessandro Giannessi João Sousa                 |
| 15 de julio | Levene Gouldin & Thompson Tennis Challenger Binghamton, Estados Unidos Serie regular $50,000 – Dura – 32S/32Q/16D Cuadro de individuales - Cuadro de dobles | Alex Kuznetsov 6–4, 3–6, 6-3                            | Bradley Klahn                                   |
| 15 de julio | Levene Gouldin & Thompson Tennis Challenger Binghamton, Estados Unidos Serie regular $50,000 – Dura – 32S/32Q/16D Cuadro de individuales - Cuadro de dobles | Bradley Klahn Michael Venus 6–3, 6–4                    | Adam Feeney John-Patrick Smith                  |
| 15 de julio | Challenger Banque Nationale de Granby Granby, Canadá Serie regular $50,000+H – Dura – 32S/32Q/16D Cuadro de individuales - Cuadro de dobles                 | Frank Dancevic 6–4, 6–7(4), 6-3                         | Lukas Lacko                                     |
| 15 de julio | Challenger Banque Nationale de Granby Granby, Canadá Serie regular $50,000+H – Dura – 32S/32Q/16D Cuadro de individuales - Cuadro de dobles                 | Erik Chvojka Peter Polansky 6-4, 6-3                    | Adam El Mihdawy Ante Pavić                      |
| 15 de julio | Eskişehir Cup Eskişehir, Turquía Serie regular €42,500 – Dura – 32S/23Q/16D Cuadro de individuales - Cuadro de dobles                                       | David Goffin 4-6, 7-5, 6-2                              | Marsel Ilhan                                    |
| 15 de julio | Eskişehir Cup Eskişehir, Turquía Serie regular €42,500 – Dura – 32S/23Q/16D Cuadro de individuales - Cuadro de dobles                                       | Marin Draganja Mate Pavić 6-3, 3-6, [10-7]              | Sanchai Ratiwatana Sonchat Ratiwatana           |
| 15 de julio | Poznań Open Posnania, Polonia Serie regular €30,000 – Tierra batida – 32S/20Q/16D Cuadro de individuales - Cuadro de dobles                                 | Andreas Haider-Maurer 4-6, 6-1, 7-5                     | Damir Džumhur                                   |
| 15 de julio | Poznań Open Posnania, Polonia Serie regular €30,000 – Tierra batida – 32S/20Q/16D Cuadro de individuales - Cuadro de dobles                                 | Gero Kretschmer Alexander Satschko 6-3, 6-3             | Henri Kontinen Mateusz Kowalczyk                |
| 15 de julio | Guzzini Challenger Recanati, Italia Serie regular €30,000+H – Dura – 32S/24Q/16D Cuadro de individuales - Cuadro de dobles                                  | Thomas Fabbiano 6-0, 6-3                                | David Guez                                      |
| 15 de julio | Guzzini Challenger Recanati, Italia Serie regular €30,000+H – Dura – 32S/24Q/16D Cuadro de individuales - Cuadro de dobles                                  | Ken Skupski Neal Skupski 6-4, 6-2                       | Gianluigi Quinzi Adelchi Virgili                |
| 22 de julio | President's Cup Astana, Kazajistán Serie regular $125,000 – Dura – 32S/31Q/16D Cuadro de individuales - Cuadro de dobles                                    | Dudi Sela 5–7, 6–2, 7–6(6)                              | Mijaíl Kukushkin                                |
| 22 de julio | President's Cup Astana, Kazajistán Serie regular $125,000 – Dura – 32S/31Q/16D Cuadro de individuales - Cuadro de dobles                                    | Riccardo Ghedin Claudio Grassi 3–6, 6–3, [10–8]         | Andrey Golubev Mijaíl Kukushkin                 |
| 22 de julio | Fifth Third Bank Tennis Championships Lexington, Estados Unidos Serie regular $50,000 – Dura – 32S/32Q/16D Cuadro de individuales - Cuadro de dobles        | James Ward 4–6, 6–3, 6–4                                | James Duckworth                                 |
| 22 de julio | Fifth Third Bank Tennis Championships Lexington, Estados Unidos Serie regular $50,000 – Dura – 32S/32Q/16D Cuadro de individuales - Cuadro de dobles        | Frank Dancevic Peter Polansky 7–5, 6–3                  | Bradley Klahn Michael Venus                     |
| 22 de julio | Tampere Open Tampere, Finlandia Serie regular €42,500 – Tierra batida – 32S/29Q/16D Cuadro de individuales - Cuadro de dobles                               | Jesse Huta Galung 6–4, 6–3                              | Maxime Teixeira                                 |
| 22 de julio | Tampere Open Tampere, Finlandia Serie regular €42,500 – Tierra batida – 32S/29Q/16D Cuadro de individuales - Cuadro de dobles                               | Henri Kontinen Goran Tošić 6–4, 6–4                     | Ruben Gonzales Chris Letcher                    |
| 22 de julio | Seguros Bolívar Open Medellín Medellín, Colombia Serie regular $50,000+H – Tierra batida – 32S/32Q/16D Cuadro de individuales - Cuadro de dobles            | Alejandro González 6–4, 6–4                             | Guido Andreozzi                                 |
| 22 de julio | Seguros Bolívar Open Medellín Medellín, Colombia Serie regular $50,000+H – Tierra batida – 32S/32Q/16D Cuadro de individuales - Cuadro de dobles            | Emilio Gómez Roman Borvanov 6–3, 7–6(4)                 | Nicolás Barrientos Eduardo Struvay              |
| 22 de julio | Oberstaufen Cup Oberstaufen, Alemania Serie regular €30,000+H – Tierra batida – 32S/12Q/16D Cuadro de individuales - Cuadro de dobles                       | Guillaume Rufin 6–3, 6–4                                | Peter Gojowczyk                                 |
| 22 de julio | Oberstaufen Cup Oberstaufen, Alemania Serie regular €30,000+H – Tierra batida – 32S/12Q/16D Cuadro de individuales - Cuadro de dobles                       | Dominik Meffert Philipp Oswald 6–1, 3–6, [14–12]        | Stephan Fransen Artem Sitak                     |
| 22 de julio | Guimarães Open Guimarães, Portugal Serie regular €42,500 – Dura – 32S/29Q/16D Cuadro de individuales - Cuadro de dobles                                     | João Sousa 6–3, 6–0                                     | Marius Copil                                    |
| 22 de julio | Guimarães Open Guimarães, Portugal Serie regular €42,500 – Dura – 32S/29Q/16D Cuadro de individuales - Cuadro de dobles                                     | James Cluskey Maximilian Neuchrist 6–7(5), 6–2, [10–8]  | Roberto Ortega-Olmedo Ricardo Villacorta-Alonso |
| 22 de julio | Orbetello Challenger Orbetello, Italia Serie regular €30,000+H – Tierra batida – 32S/29Q/16D Cuadro de individuales - Cuadro de dobles                      | Filippo Volandri 6–4, 7–6(7)                            | Pere Riba                                       |
| 22 de julio | Orbetello Challenger Orbetello, Italia Serie regular €30,000+H – Tierra batida – 32S/29Q/16D Cuadro de individuales - Cuadro de dobles                      | Marco Crugnola Simone Vagnozzi 7–6(3), 6–7(5), [10–6]   | Guillermo Durán Renzo Olivo                     |
| 30 de julio | Odlum Brown Vancouver Open Vancouver, Canadá serie regular $100,000 – Dura – 32S/32Q/16D Cuadro de individuales - Cuadro de dobles                          | Vasek Pospisil 6-0, 1-6, 7-5                            | Daniel Evans                                    |
| 30 de julio | Odlum Brown Vancouver Open Vancouver, Canadá serie regular $100,000 – Dura – 32S/32Q/16D Cuadro de individuales - Cuadro de dobles                          | Jonathan Erlich Andy Ram 6–1, 6–4                       | James Cerretani Adil Shamasdin                  |
| 30 de julio | Open Castilla y León Segovia, España Serie regular €42,500 – Dura – 32S/32Q/16D Cuadro de individuales - Cuadro de dobles                                   | Pablo Carreño Busta 6–4, 7–6(2)                         | Albano Olivetti                                 |
| 30 de julio | Open Castilla y León Segovia, España Serie regular €42,500 – Dura – 32S/32Q/16D Cuadro de individuales - Cuadro de dobles                                   | Ken Skupski Neal Skupski 6-3, 6–7(4), [10-6]            | Mijaíl Yelguin Uladzimir Ignatik                |
| 30 de julio | São Paulo Challenger de Tenis San Pablo, Brasil Serie regular $50,000 – Tierra batida – 32S/32Q/16D Cuadro de individuales - Cuadro de dobles               | Alejandro González 6–2, 6–3                             | Eduardo Schwank                                 |
| 30 de julio | São Paulo Challenger de Tenis San Pablo, Brasil Serie regular $50,000 – Tierra batida – 32S/32Q/16D Cuadro de individuales - Cuadro de dobles               | Fernando Romboli Eduardo Schwank 6–7(6), 6–4, [10–8]    | Marcelo Arévalo Nicolás Barrientos              |
| 30 de julio | Svijany Open Liberec, República Checa Serie regular €30,000+H – Tierra batida – 32S/32Q/16D Cuadro de individuales - Cuadro de dobles                       | Jiří Veselý 6–7(2), 7–6(7), 6-4                         | Federico Delbonis                               |
| 30 de julio | Svijany Open Liberec, República Checa Serie regular €30,000+H – Tierra batida – 32S/32Q/16D Cuadro de individuales - Cuadro de dobles                       | Rameez Junaid Tim Puetz 6–0, 6–2                        | Colin Ebelthite Lee Hsin-han                    |

### Agosto
| 5 de agosto  | Comerica Bank Challenger Aptos, Estados Unidos Serie regular $ 100,000 – Dura – 32S/32Q/16D Cuadro de individuales - Cuadro de dobles                    | Bradley Klahn 3-6, 7–6(5), 6-4               | Daniel Evans                    |                             |                             |
| 5 de agosto  | Comerica Bank Challenger Aptos, Estados Unidos Serie regular $ 100,000 – Dura – 32S/32Q/16D Cuadro de individuales - Cuadro de dobles                    | Jonathan Erlich Andy Ram 6-3, 6–7(6), [10-2] | Chris Guccione Matt Reid        |                             |                             |
| 5 de agosto  | San Marino CEPU Open San Marino, San Marino Serie regular € 64,00+H – Tierra batida – 32S/32Q/16D Cuadro de individuales - Cuadro de dobles              | Marco Cecchinato 6-3, 6-4                    | Filippo Volandri                |                             |                             |
| 5 de agosto  | San Marino CEPU Open San Marino, San Marino Serie regular € 64,00+H – Tierra batida – 32S/32Q/16D Cuadro de individuales - Cuadro de dobles              | Nicholas Monroe Simon Stadler 6–2, 6–4       | Daniele Bracciali Florin Mergea |                             |                             |
| 5 de agosto  | Peugeot Tennis Cup Río de Janeiro, Brasil Serie regular $ 50,000 – Tierra batida – 32S/32Q/16D Cuadro de individuales - Cuadro de dobles                 | Agustín Velotti 6-3, 6-4                     | Blaž Rola                       |                             |                             |
| 5 de agosto  | Peugeot Tennis Cup Río de Janeiro, Brasil Serie regular $ 50,000 – Tierra batida – 32S/32Q/16D Cuadro de individuales - Cuadro de dobles                 | Thiemo de Bakker André Sá 6–3, 6–2           | Marcelo Demoliner João Souza    |                             |                             |
| 12 de agosto | Kazan Summer Cup Kazán, Rusia Serie regular € 75,000+H – Dura – 32S/32Q/16D Cuadro de individuales - Cuadro de dobles                                    | Sergiy Stakhovsky 6-2, 6-3                   | Valeri Rudnev                   |                             |                             |
| 12 de agosto | Kazan Summer Cup Kazán, Rusia Serie regular € 75,000+H – Dura – 32S/32Q/16D Cuadro de individuales - Cuadro de dobles                                    | Victor Baluda Konstantin Kravchuk 6-3, 6-4   | Ivo Klec Jürgen Zopp            |                             |                             |
| 12 de agosto | Friuladria Crédit Agricole Tennis Cup Cordenons, Italia Serie regular € 42,500+H – Tierra batida – 32S/32Q/16D Cuadro de individuales - Cuadro de dobles | Pablo Carreño Busta 6-4, 6-4                 | Grégoire Burquier               |                             |                             |
| 12 de agosto | Friuladria Crédit Agricole Tennis Cup Cordenons, Italia Serie regular € 42,500+H – Tierra batida – 32S/32Q/16D Cuadro de individuales - Cuadro de dobles | Marin Draganja Franko Škugor 6–4, 6–4        | Norbert Gomboš Roman Jebavý     |                             |                             |
| 12 de agosto | Maserati Challenger Meerbusch, Alemania Serie regular € 30,000+H – Tierra batida – 32S/32Q/16D Cuadro de individuales - Cuadro de dobles                 | Jesse Huta Galung 6-3, 6-4                   | Jan Hájek                       |                             |                             |
| 12 de agosto | Maserati Challenger Meerbusch, Alemania Serie regular € 30,000+H – Tierra batida – 32S/32Q/16D Cuadro de individuales - Cuadro de dobles                 | Rameez Junaid Frank Moser 6–3, 7–6(4)        | Dustin Brown Philipp Marx       |                             |                             |
| 19 de agosto | No hay torneos programados. | No hay torneos programados.                  | No hay torneos programados.     | No hay torneos programados. | No hay torneos programados. |
| 26 de agosto | Chang-Sat Bangkok Open Bangkok, Tailandia Serie regular $50,000 – Dura – 32S/32Q/16D Cuadro de individuales - Cuadro de dobles                           | Blaž Kavčič 6-3, 6-1                         | Suk-Young Jeong                 |                             |                             |
| 26 de agosto | Chang-Sat Bangkok Open Bangkok, Tailandia Serie regular $50,000 – Dura – 32S/32Q/16D Cuadro de individuales - Cuadro de dobles                           | Ti Chen Liang-Chi Huang 6-3, 6-2             | Suk-Young Jeong Ji Sung Nam     |                             |                             |
| 26 de agosto | Città di Como Challenger Como, Italia Serie regular €30,000+H – Tierra batida – 32S/32Q/16D Cuadro de individuales - Cuadro de dobles                    | Pablo Carreño Busta 6-0, 5-7, 6-0            | Dominic Thiem                   |                             |                             |
| 26 de agosto | Città di Como Challenger Como, Italia Serie regular €30,000+H – Tierra batida – 32S/32Q/16D Cuadro de individuales - Cuadro de dobles                    | Rameez Junaid Igor Zelenay 7-5, 7-6(2)       | Marco Crugnola Stefano Ianni    |                             |                             |

### Septiembre
| Semana de        | Torneo | Campeones                                                  | Finalistas                                    |
| ---------------- | --- | ---------------------------------------------------------- | --------------------------------------------- |
| 2 de septiembre  | AON Open Challenger Génova, Italia Serie regular €85,000+H – Tierra batida – 32S/32Q/16D Cuadro de individuales - Cuadro de dobles                        | Dustin Brown 7-6(5), 6-3                                   | Filippo Volandri                              |
| 2 de septiembre  | AON Open Challenger Génova, Italia Serie regular €85,000+H – Tierra batida – 32S/32Q/16D Cuadro de individuales - Cuadro de dobles                        | Daniele Bracciali Oliver Marach 6-3, 2-6, [11-9]           | Marin Draganja Mate Pavić                     |
| 2 de septiembre  | TEAN International Alphen aan den Rijn, Países Bajos Serie regular €42,500 – Tierra batida – 32S/32Q/16D Cuadro de individuales - Cuadro de dobles        | Daniel Gimeno-Traver 6-2, 6-4                              | Thomas Schoorel                               |
| 2 de septiembre  | TEAN International Alphen aan den Rijn, Países Bajos Serie regular €42,500 – Tierra batida – 32S/32Q/16D Cuadro de individuales - Cuadro de dobles        | Antal van der Duim Boy Westerhof 4-6, 6-3, [12-10]         | Simon Greul Wesley Koolhof                    |
| 2 de septiembre  | Shanghái Challenger Shanghái, China Serie regular $50,000 – Dura – 32S/32Q/16D Cuadro de individuales - Cuadro de dobles                                  | Yūichi Sugita 6-3, 6-3                                     | Hiroki Moriya                                 |
| 2 de septiembre  | Shanghái Challenger Shanghái, China Serie regular $50,000 – Dura – 32S/32Q/16D Cuadro de individuales - Cuadro de dobles                                  | Sanchai Ratiwatana Sonchat Ratiwatana 6-3, 6-4             | Hsin-Han Lee Hsien-Yin Peng                   |
| 2 de septiembre  | Trophée des Alpilles Saint-Rémy-de-Provence, Francia Serie regular €42,500 – Dura – 32S/32Q/16D Cuadro de individuales - Cuadro de dobles                 | Marc Gicquel 6-3, 6-4                                      | Matteo Viola                                  |
| 2 de septiembre  | Trophée des Alpilles Saint-Rémy-de-Provence, Francia Serie regular €42,500 – Dura – 32S/32Q/16D Cuadro de individuales - Cuadro de dobles                 | Pierre-Hugues Herbert Albano Olivetti 6-3, 6(5)-7, [15-13] | Josselin Ouanna Marc Gicquel                  |
| 2 de septiembre  | BRD Brașov Challenger Brașov, Rumania Serie regular €30,000+H – Tierra batida– 32S/32Q/16D Cuadro de individuales - Cuadro de dobles                      | Andreas Haider-Maurer 6(9)-7, 6-4, 6-2                     | Gerald Melzer                                 |
| 2 de septiembre  | BRD Brașov Challenger Brașov, Rumania Serie regular €30,000+H – Tierra batida– 32S/32Q/16D Cuadro de individuales - Cuadro de dobles                      | Oleksandr Nedovyesov Jaroslav Pospíšil 6-3, 6-1            | Teodor-Dacian Crăciun Petru-Alexandru Luncanu |
| 9 de septiembre  | American Express – TED Open Estambul, Turquía Serie regular $75,000 – Dura – 32S/32Q/16D Cuadro de individuales - Cuadro de dobles                        | Mikhail Kukushkin 6-3, 6-3                                 | Illya Marchenko                               |
| 9 de septiembre  | American Express – TED Open Estambul, Turquía Serie regular $75,000 – Dura – 32S/32Q/16D Cuadro de individuales - Cuadro de dobles                        | Jamie Delgado Jordan Kerr 6-3, 6-2                         | James Cluskey Adrián Menéndez                 |
| 9 de septiembre  | Seguros Bolívar Open Cali Cali, Colombia Serie regular $50,000+H – Tierra batida – 32S/32Q/16D Cuadro de individuales - Cuadro de dobles                  | Facundo Bagnis 6-2, 4-6, 6-3                               | Facundo Arguello                              |
| 9 de septiembre  | Seguros Bolívar Open Cali Cali, Colombia Serie regular $50,000+H – Tierra batida – 32S/32Q/16D Cuadro de individuales - Cuadro de dobles                  | Guido Andreozzi Eduardo Schwank 6-2, 6-4                   | Carlos Salamanca João Souza                   |
| 9 de septiembre  | ATP Roller Open Pétange, Luxemburgo Serie regular €64,000 – Dura (indoor) – 32S/32Q/16D Cuadro de individuales - Cuadro de dobles                         | Tobias Kamke 1-6, 6-3, 7-5                                 | Paul-Henri Mathieu                            |
| 9 de septiembre  | ATP Roller Open Pétange, Luxemburgo Serie regular €64,000 – Dura (indoor) – 32S/32Q/16D Cuadro de individuales - Cuadro de dobles                         | Ken Skupski Neal Skupski 6-3, 6-75, [10-7]                 | Benjamin Becker Tobias Kamke                  |
| 9 de septiembre  | Banja Luka Challenger Bania Luka, Bosnia y Herzegovina Serie regular €64,000+H – Tierra batida – 32S/32Q/16D Cuadro de individuales - Cuadro de dobles    | Aljaž Bedene 6-3, 6-4                                      | Diego Schwartzman                             |
| 9 de septiembre  | Banja Luka Challenger Bania Luka, Bosnia y Herzegovina Serie regular €64,000+H – Tierra batida – 32S/32Q/16D Cuadro de individuales - Cuadro de dobles    | Marin Draganja Nikola Mektić 6-4, 3-6, [10-6]              | Dominik Meffert Oleksandr Nedovyesov          |
| 9 de septiembre  | Copa Sevilla Sevilla, España Serie regular €42,500+H – Tierra batida – 32S/32Q/16D Cuadro de individuales - Cuadro de dobles                              | Daniel Gimeno-Traver 6-4, 7-62                             | Stéphane Robert                               |
| 9 de septiembre  | Copa Sevilla Sevilla, España Serie regular €42,500+H – Tierra batida – 32S/32Q/16D Cuadro de individuales - Cuadro de dobles                              | Alessandro Motti Stéphane Robert 7-5, 7-5                  | Stephan Fransen Wesley Koolhof                |
| 9 de septiembre  | Morocco Tennis Tour – Meknes Meknes, Marruecos Serie regular €30,000+H – Tierra batida – 32S/29Q/16D Cuadro de individuales - Cuadro de dobles            | Cedrik-Marcel Stebe 6-1, 4-6, 6-2                          | Yannik Reuter                                 |
| 9 de septiembre  | Morocco Tennis Tour – Meknes Meknes, Marruecos Serie regular €30,000+H – Tierra batida – 32S/29Q/16D Cuadro de individuales - Cuadro de dobles            | Alessandro Giannessi Gianluca Naso 7-5, 7-63               | Gerard Granollers Jordi Samper Montaña        |
| 16 de septiembre | Pekao Szczecin Open Szczecin, Polonia Serie regular €106,500+H – Tierra batida – 32S/32Q/16D Cuadro de individuales - Cuadro de dobles                    | Oleksandr Nedovyesov 6-2, 7-5                              | Pere Riba                                     |
| 16 de septiembre | Pekao Szczecin Open Szczecin, Polonia Serie regular €106,500+H – Tierra batida – 32S/32Q/16D Cuadro de individuales - Cuadro de dobles                    | Ken Skupski Neal Skupski 6-4, 1-6, [10-7]                  | Andrea Arnaboldi Alessandro Giannessi         |
| 16 de septiembre | OEC Kaohsiung Kaohsiung, Taiwán Serie regular $125,000+H – Dura – 32S/29Q/16D Cuadro de individuales - Cuadro de dobles                                   | Lu Yen-hsun 6-4, 6-3                                       | Yuki Bhambri                                  |
| 16 de septiembre | OEC Kaohsiung Kaohsiung, Taiwán Serie regular $125,000+H – Dura – 32S/29Q/16D Cuadro de individuales - Cuadro de dobles                                   | Juan Sebastián Cabal Robert Farah 6-4, 6-2                 | Yuki Bhambri Chieh-fu Wang                    |
| 16 de septiembre | Türk Telecom İzmir Cup İzmir, Turquía Serie regular €64,000 – Dura – 32S/32Q/16D Cuadro de individuales - Cuadro de dobles                                | Mikhail Kukushkin 6-1, 6-4                                 | Louk Sorensen                                 |
| 16 de septiembre | Türk Telecom İzmir Cup İzmir, Turquía Serie regular €64,000 – Dura – 32S/32Q/16D Cuadro de individuales - Cuadro de dobles                                | Austin Krajicek Tennys Sandgren 7-64, 6-4                  | Brydan Klein Dane Propoggia                   |
| 16 de septiembre | ATP Challenger Trophy Trnava, Eslovaquia Serie regular €64,000 – Tierra batida – 32S/32Q/16D Cuadro de individuales - Cuadro de dobles                    | Julian Reister 7–63,6–3                                    | Adrian Ungur                                  |
| 16 de septiembre | ATP Challenger Trophy Trnava, Eslovaquia Serie regular €64,000 – Tierra batida – 32S/32Q/16D Cuadro de individuales - Cuadro de dobles                    | Marin Draganja Mate Pavić 7-5, 4-6, [10-6]                 | Aljaz Bedene Jaroslav Pospíšil                |
| 16 de septiembre | Tetra Pak Tennis Cup Campinas, Brasil Seri regular $50,000 – Tierra batida – 32S/32Q/16D Cuadro de individuales - Cuadro de dobles                        | Guilherme Clezar 6–4, 6–4                                  | Facundo Bagnis                                |
| 16 de septiembre | Tetra Pak Tennis Cup Campinas, Brasil Seri regular $50,000 – Tierra batida – 32S/32Q/16D Cuadro de individuales - Cuadro de dobles                        | Guido Andreozzi Máximo González 6–4, 6–4                   | Thiago Alves Thiago Monteiro                  |
| 16 de septiembre | Quito Challenger Quito, Ecuador Serie regular $35,000+H – Tierra batida – 32S/32Q/16D Cuadro de individuales - Cuadro de dobles                           | Víctor Estrella 2–6, 6–4, 6–4                              | Marco Trungelliti                             |
| 16 de septiembre | Quito Challenger Quito, Ecuador Serie regular $35,000+H – Tierra batida – 32S/32Q/16D Cuadro de individuales - Cuadro de dobles                           | Kevin King Juan-Carlos Spir 7–5, 6–79, [11–9]              | Christopher Díaz-Figueroa Carlos Salamanca    |
| 16 de septiembre | Morocco Tennis Tour – Kenitra Kenitra, Marruecos Serie regular €30,000+H – Tierra batida – 32S/32Q/16D Cuadro de individuales - Cuadro de dobles          | Dominic Thiem 7–64, 5–1 ret.                               | Teimuraz Gabashvili                           |
| 16 de septiembre | Morocco Tennis Tour – Kenitra Kenitra, Marruecos Serie regular €30,000+H – Tierra batida – 32S/32Q/16D Cuadro de individuales - Cuadro de dobles          | Gerard Granollers Jordi Samper 6–4, 6–4                    | Taro Daniel Aleksandr Rumiantsev              |
| 23 de septiembre | Open d'Orléans Orléans, Francia Serie regular €106,500+H – Dura (indoor) – 32S/32Q/16D Cuadro de individuales - Cuadro de dobles                          | Radek Štěpánek 6–3, 6–4                                    | Leonardo Mayer                                |
| 23 de septiembre | Open d'Orléans Orléans, Francia Serie regular €106,500+H – Dura (indoor) – 32S/32Q/16D Cuadro de individuales - Cuadro de dobles                          | Iliá Marchenko Sergui Stajovski 7–5, 6–3                   | Ričardas Berankis Franko Škugor               |
| 23 de septiembre | BRD Sibiu Challenger Sibiu, Rumania Serie regular €30,000+H – Tierra batida – 32S/32Q/16D Cuadro de individuales - Cuadro de dobles                       | Jaroslav Pospíšil 4–6, 6–4, 6–1                            | Marco Cecchinato                              |
| 23 de septiembre | BRD Sibiu Challenger Sibiu, Rumania Serie regular €30,000+H – Tierra batida – 32S/32Q/16D Cuadro de individuales - Cuadro de dobles                       | Rameez Junaid Philipp Oswald 6–4, 6–4                      | Jamie Delgado Jordan Kerr                     |
| 23 de septiembre | Fergana Challenger Fergana, Uzbekistán Serie regular $35,000+H – Dura – 32S/28Q/16D                                                                       | Radu Albot 7–69, 63–7, 6–1                                 | Ilija Bozoljac                                |
| 23 de septiembre | Fergana Challenger Fergana, Uzbekistán Serie regular $35,000+H – Dura – 32S/28Q/16D                                                                       | Farruj Dustov Malek Jaziri 6–3, 6–3                        | Ilija Bozoljac Roman Jebavý                   |
| 23 de septiembre | Aberto de Tênis do Rio Grande do Sul Porto Alegre, Brasil Serie regular $35,000+H – Tierra batida – 32S/32Q/16D Cuadro de individuales - Cuadro de dobles | Facundo Argüello                                           | Máximo González                               |
| 23 de septiembre | Aberto de Tênis do Rio Grande do Sul Porto Alegre, Brasil Serie regular $35,000+H – Tierra batida – 32S/32Q/16D Cuadro de individuales - Cuadro de dobles | Guillermo Durán Máximo González 3–6, 6–1, [10–5]           | Víctor Estrella João Souza                    |
| 23 de septiembre | Napa Valley Challenger Napa, Estados Unidos Serie regular $50,000 – Dura – 32S/32Q/16D Cuadro de individuales - Cuadro de dobles                          | Donald Young 4–6, 6–4, 6–2                                 | Matthew Ebden                                 |
| 23 de septiembre | Napa Valley Challenger Napa, Estados Unidos Serie regular $50,000 – Dura – 32S/32Q/16D Cuadro de individuales - Cuadro de dobles                          | Bobby Reynolds John-Patrick Smith 6–4, 7–62                | Steve Johnson Tim Smyczek                     |
| 30 de septiembre | Ethias Trophy Mons, Bélgica Serie regular €106,500+H – Dura – 32S/32Q/16D Cuadro de individuales - Cuadro de dobles                                       | Radek Štěpánek 6–3, 7–5                                    | Igor Sijsling                                 |
| 30 de septiembre | Ethias Trophy Mons, Bélgica Serie regular €106,500+H – Dura – 32S/32Q/16D Cuadro de individuales - Cuadro de dobles                                       | Jesse Huta Galung Igor Sijsling 4–6, 7–62, [10–7]          | Eric Butorac Raven Klaasen                    |
| 30 de septiembre | Sacramento Challenger Sacramento, Estados Unidos Serie regular $100,000 – Dura – 32S/32Q/16D Cuadro de individuales - Cuadro de dobles                    | Donald Young 7–5, 6–3                                      | Tim Smyczek                                   |
| 30 de septiembre | Sacramento Challenger Sacramento, Estados Unidos Serie regular $100,000 – Dura – 32S/32Q/16D Cuadro de individuales - Cuadro de dobles                    | Matt Reid John-Patrick Smith 7–61, 4–6, [14–12]            | Jarmere Jenkins Donald Young                  |
| 30 de septiembre | IS Open San Pablo, Brasil Serie regular €30,000+H – Tierra batida – 32S/32Q/16D Cuadro de individuales - Cuadro de dobles                                 | Guido Pella 6–1, 6–0                                       | Facundo Argüello                              |
| 30 de septiembre | IS Open San Pablo, Brasil Serie regular €30,000+H – Tierra batida – 32S/32Q/16D Cuadro de individuales - Cuadro de dobles                                 | Roman Borvanov Artem Sitak 6–4, 7–63                       | Sergio Galdós Guido Pella                     |

### Octubre
| Semana de     | Torneo | Campeones                                     | Finalistas                              |
| ------------- | --- | --------------------------------------------- | --------------------------------------- |
| 7 de octubre  | Tashkent Challenger Tashkent, Uzbekistán Serie regular €125,000+H – Dura – 32S/32Q/16D Cuadro de individuales - Cuadro de dobles                                   | Dudi Sela 6–1, 6–2                            | Teimuraz Gabashvili                     |
| 7 de octubre  | Tashkent Challenger Tashkent, Uzbekistán Serie regular €125,000+H – Dura – 32S/32Q/16D Cuadro de individuales - Cuadro de dobles                                   | Mikhail Elgin Teimuraz Gabashvili 6–4, 6–4    | Purav Raja Divij Sharan                 |
| 7 de octubre  | Tiburón Challenger Tiburón, Estados Unidos Serie regular €100,000 – Dura – 32S/32Q/16D Cuadro de individuales - Cuadro de dobles                                   | Peter Polansky 7–5, 6–3                       | Matthew Ebden                           |
| 7 de octubre  | Tiburón Challenger Tiburón, Estados Unidos Serie regular €100,000 – Dura – 32S/32Q/16D Cuadro de individuales - Cuadro de dobles                                   | Austin Krajicek Rhyne Williams 6–4, 6–1       | Bradley Klahn Rajeev Ram                |
| 7 de octubre  | Open de Rennes Rennes, Francia Serie regular $64 000+H – Dura (indoor) – 32S/32Q/16D Cuadro de individuales - Cuadro de dobles                                     | Nicolas Mahut 6–3, 7–63                       | Kenny de Schepper                       |
| 7 de octubre  | Open de Rennes Rennes, Francia Serie regular $64 000+H – Dura (indoor) – 32S/32Q/16D Cuadro de individuales - Cuadro de dobles                                     | Oliver Marach Florin Mergea 6–4, 3–6, [10–7]  | Nicholas Monroe Simon Stadler           |
| 7 de octubre  | Aberto do Rio Preto São José do Rio Preto, Brasil Serie regular series €50,000+H – Tierra batida – 32S/32Q/16D Cuadro de individuales - Cuadro de dobles           | João Souza 7–60, 6–3                          | Alejandro González                      |
| 7 de octubre  | Aberto do Rio Preto São José do Rio Preto, Brasil Serie regular series €50,000+H – Tierra batida – 32S/32Q/16D Cuadro de individuales - Cuadro de dobles           | Nicolás Barrientos Carlos Salamanca 6–4, 6–4  | Marcelo Demoliner João Souza            |
| 7 de octubre  | Copa San Juan Gobierno San Juan, Argentina Serie regular €35,000+H – Tierra batida – 32S/32Q/16D Cuadro de individuales - Cuadro de dobles                         | Guido Andreozzi 65–7, 7–64, 6–0               | Diego Schwartzman                       |
| 7 de octubre  | Copa San Juan Gobierno San Juan, Argentina Serie regular €35,000+H – Tierra batida – 32S/32Q/16D Cuadro de individuales - Cuadro de dobles                         | Guillermo Durán Máximo González 6–3, 6–0      | Martín Alund Facundo Bagnis             |
| 14 de octubre | Internationaux de Tennis de Vendee Mouilleron-le-Captif, Francia Serie regular $64,000+H – Dura (indoor) – 32S/32Q/16D Cuadro de individuales - Cuadro de dobles   | Michael Berrer 1–6, 6–4, 6–3                  | Nicolas Mahut                           |
| 14 de octubre | Internationaux de Tennis de Vendee Mouilleron-le-Captif, Francia Serie regular $64,000+H – Dura (indoor) – 32S/32Q/16D Cuadro de individuales - Cuadro de dobles   | Fabrice Martin Hugo Nys 3–6, 6–3, [10–8]      | Henri Kontinen Adrián Menéndez-Maceiras |
| 21 de octubre | Copa Topper Buenos Aires, Argentina Serie regular €75,000 – Tierra batida – 32S/32Q/16D Cuadro de individuales - Cuadro de dobles                                  | Pablo Cuevas 7–66, 2–6, 6–4                   | Facundo Argüello                        |
| 21 de octubre | Copa Topper Buenos Aires, Argentina Serie regular €75,000 – Tierra batida – 32S/32Q/16D Cuadro de individuales - Cuadro de dobles                                  | Máximo González Diego Schwartzman 6–3, 7–5    | Rogério Dutra da Silva André Ghem       |
| 21 de octubre | Kazan Kremlin Cup Kazán, Rusia Serie regular $75,000+H – Dura (indoor) – 32S/29Q/16D Cuadro de individuales - Cuadro de dobles                                     | Oleksandr Nedovyesov 6–4, 6–1                 | Andréi Golúbev                          |
| 21 de octubre | Kazan Kremlin Cup Kazán, Rusia Serie regular $75,000+H – Dura (indoor) – 32S/29Q/16D Cuadro de individuales - Cuadro de dobles                                     | Radu Albot Farruj Dustov 6–2, 6–73, [10–7]    | Egor Gerasimov Dzmitry Zhyrmont         |
| 21 de octubre | Melbourne Challenger Melbourne, Australia Serie regular €50,000 – Dura – 32S/32Q/16D Cuadro de individuales - Dobles                                               | Matthew Ebden 6–3, 5–7, 6–3                   | Tatsuma Ito                             |
| 21 de octubre | Melbourne Challenger Melbourne, Australia Serie regular €50,000 – Dura – 32S/32Q/16D Cuadro de individuales - Dobles                                               | Thanasi Kokkinakis Benjamin Mitchell 6–3, 6–2 | Alex Bolt Andrew Whittington            |
| 28 de octubre | Geneva Open Challenger Ginebra, Suiza Serie regular €64,000+H – Dura (indoor) – 32S/32Q/16D Cuadro de individuales - Cuadro de dobles                              | Malek Jaziri 6-4, 6-3                         | Jan-Lennard Struff                      |
| 28 de octubre | Geneva Open Challenger Ginebra, Suiza Serie regular €64,000+H – Dura (indoor) – 32S/32Q/16D Cuadro de individuales - Cuadro de dobles                              | Oliver Marach Florin Mergea 6-4, 6-3          | František Čermák Philipp Oswald         |
| 28 de octubre | Charlottesville Men's Pro Challenger Charlottesville, Estados Unidos Serie regular €75,000 – Dura (indoor) – 32S/32Q/16D Cuadro de individuales - Cuadro de dobles | Michael Russell 7–5, 2–6, 7–65                | Peter Polansky                          |
| 28 de octubre | Charlottesville Men's Pro Challenger Charlottesville, Estados Unidos Serie regular €75,000 – Dura (indoor) – 32S/32Q/16D Cuadro de individuales - Cuadro de dobles | Steve Johnson Tim Smyczek 6–4, 6–3            | Jarmere Jenkins Donald Young            |
| 28 de octubre | Uruguay Open Montevideo, Uruguay Serie regular $50,000 – Tierra batida – 32S/28Q/16D Cuadro de individuales - Cuadro de dobles                                     | Thomaz Bellucci 6-4, 6-4                      | Diego Schwartzman                       |
| 28 de octubre | Uruguay Open Montevideo, Uruguay Serie regular $50,000 – Tierra batida – 32S/28Q/16D Cuadro de individuales - Cuadro de dobles                                     | Martín Cuevas Pablo Cuevas Walkover           | André Ghem Rogério Dutra da Silva       |
| 28 de octubre | Samsung Securities Cup Seúl, Corea del Sur Serie regular $50,000+H – Dura – 32S/32Q/16D Cuadro de individuales - Cuadro de dobles                                  | Dušan Lajović Walkover                        | Julian Reister                          |
| 28 de octubre | Samsung Securities Cup Seúl, Corea del Sur Serie regular $50,000+H – Dura – 32S/32Q/16D Cuadro de individuales - Cuadro de dobles                                  | Marin Draganja Mate Pavić 7–5, 6–2            | Lee Hsin-han Peng Hsien-yin             |
| 28 de octubre | Traralgon Challenger Traralgon, Australia Serie regular $50,000 – Dura – 32S/32Q/16D Cuadro de individuales - Dobles                                               | Yuki Bhambri 6–713, 6–3, 6–4                  | Bradley Klahn                           |
| 28 de octubre | Traralgon Challenger Traralgon, Australia Serie regular $50,000 – Dura – 32S/32Q/16D Cuadro de individuales - Dobles                                               | Ryan Agar Adam Feeney 6–3, 6–4                | Dane Propoggia Jose Rubin Statham       |
| 28 de octubre | Morocco Tennis Tour – Casablanca Casablanca, Marruecos Serie regular $30,000+H – Tierra batida – 32S/32Q/16D Cuadro de individuales - Cuadro de dobles             | Dominic Thiem 6–2, 7–5                        | Potito Starace                          |
| 28 de octubre | Morocco Tennis Tour – Casablanca Casablanca, Marruecos Serie regular $30,000+H – Tierra batida – 32S/32Q/16D Cuadro de individuales - Cuadro de dobles             | Claudio Grassi Riccardo Ghedin 6–4, 6–4       | Gero Kretschmer Alexander Satschko      |
| 28 de octubre | Bauer Watertechnology Cup Eckental, Alemania Serie regular $30,000+H – Dura (indoor) – 32S/32Q/16D Cuadro de individuales - Cuadro de dobles                       | Benjamin Becker 2–6, 7–63, 6–4                | Ruben Bemelmans                         |
| 28 de octubre | Bauer Watertechnology Cup Eckental, Alemania Serie regular $30,000+H – Dura (indoor) – 32S/32Q/16D Cuadro de individuales - Cuadro de dobles                       | Dustin Brown Philipp Marx 7–64, 6–2           | Piotr Gadomski Mateusz Kowalczyk        |

### Noviembre
| Semana de       | Torneo | Campeones                                         | Finalistas                            |
| --------------- | --- | ------------------------------------------------- | ------------------------------------- |
| 4 de noviembre  | Seguros Bolívar Open Bogotá Bogotá, Colombia Serie regular €125,000+H – Tierra batida – 32S/32Q/16D Cuadro de individuales - Cuadro de dobles              | Víctor Estrella 6–2, 3–0 retiro                   | Thomaz Bellucci                       |
| 4 de noviembre  | Seguros Bolívar Open Bogotá Bogotá, Colombia Serie regular €125,000+H – Tierra batida – 32S/32Q/16D Cuadro de individuales - Cuadro de dobles              | Juan Sebastián Cabal Alejandro González 6-3, 6-2  | Nicolás Barrientos Eduardo Struvay    |
| 4 de noviembre  | Slovak Open Bratislava, Eslovaquia Serie regular €64,000+H – Dura (indoor) – 32S/32Q/16D Cuadro de individuales - Cuadro de dobles                         | Lukáš Lacko 6-4, 4-6, 6-4                         | Lukáš Rosol                           |
| 4 de noviembre  | Slovak Open Bratislava, Eslovaquia Serie regular €64,000+H – Dura (indoor) – 32S/32Q/16D Cuadro de individuales - Cuadro de dobles                         | Henri Kontinen Andreas Siljeström 7–66, 6–2       | Gero Kretschmer Jan-Lennard Struff    |
| 4 de noviembre  | Sparkasse ATP Challenger Ortisei, Italia Serie regular $64,000 – Dura (indoor) – 32S/32Q/16D Cuadro de individuales - Cuadro de dobles                     | Andreas Seppi 7–64, 6–2                           | Simon Greul                           |
| 4 de noviembre  | Sparkasse ATP Challenger Ortisei, Italia Serie regular $64,000 – Dura (indoor) – 32S/32Q/16D Cuadro de individuales - Cuadro de dobles                     | Christopher Kas Tim Puetz 6-2, 7–5                | Benjamin Becker Daniele Bracciali     |
| 4 de noviembre  | Knoxville Challenger Knoxville, Estados Unidos Serie regular €50,000+ – Dura (indoor) – 32S/32Q/16D Cuadro de individuales - Cuadro de dobles              | Tim Smyczek 6-4, 6-2                              | Peter Polansky                        |
| 4 de noviembre  | Knoxville Challenger Knoxville, Estados Unidos Serie regular €50,000+ – Dura (indoor) – 32S/32Q/16D Cuadro de individuales - Cuadro de dobles              | Samuel Groth John-Patrick Smith 6–76, 6–2, [10–7] | Carsten Ball Peter Polansky           |
| 4 de noviembre  | Yeongwol Challenger Tennis Yeongwol, Corea del Sur Serie regular €35,000+H – Dura – 32S/32Q/16D Cuadro de individuales - Cuadro de dobles                  | Bradley Klahn 7–65, 6–2                           | Taro Daniel                           |
| 4 de noviembre  | Yeongwol Challenger Tennis Yeongwol, Corea del Sur Serie regular €35,000+H – Dura – 32S/32Q/16D Cuadro de individuales - Cuadro de dobles                  | Marin Draganja Mate Pavić 6–4, 4–6, [10–7]        | Lee Hsin-han Peng Hsien-yin           |
| 11 de noviembre | ATP Challenger Tour Finals 2013 San Pablo, Brasil € 220,000+H – Tierra batida – 8S                                                                         | Filippo Volandri 4-6, 6-4, 6-2                    | Alejandro González                    |
| 11 de noviembre | IPP Open Helsinki, Finlandia Serie regular $42,500 – Dura (indoor) – 32S/32Q/16D Cuadro de individuales - Cuadro de dobles                                 | Jarkko Nieminen 6-3, 6-1                          | Ričardas Berankis                     |
| 11 de noviembre | IPP Open Helsinki, Finlandia Serie regular $42,500 – Dura (indoor) – 32S/32Q/16D Cuadro de individuales - Cuadro de dobles                                 | Henri Kontinen Jarkko Nieminen 7-5, 5-7, [10-5]   | Dustin Brown Philipp Marx             |
| 11 de noviembre | JSM Challenger of Champaign–Urbana Champaign, Estados Unidos Serie regular $50,000 – Dura (indoor) – 32S/32Q/16D Cuadro de individuales - Cuadro de dobles | Tennys Sandgren 3-6, 6-3, 7–65                    | Samuel Groth                          |
| 11 de noviembre | JSM Challenger of Champaign–Urbana Champaign, Estados Unidos Serie regular $50,000 – Dura (indoor) – 32S/32Q/16D Cuadro de individuales - Cuadro de dobles | Edward Corrie Daniel Smethurst 7–65, 0-6, [10-7]  | Austin Krajicek Tennys Sandgren       |
| 11 de noviembre | Challenger Ciudad de Guayaquil Guayaquil, Ecuador Serie regular $50,000+H – Tierra batida – 32S/32Q/16D Cuadro de individuales - Cuadro de dobles          | Leonardo Mayer 6-4, 7-5                           | Pedro Sousa                           |
| 11 de noviembre | Challenger Ciudad de Guayaquil Guayaquil, Ecuador Serie regular $50,000+H – Tierra batida – 32S/32Q/16D Cuadro de individuales - Cuadro de dobles          | Stephan Fransen Wesley Koolhof 1-6, 6-2, [10-5]   | Roman Borvanov Alexander Satschko     |
| 11 de noviembre | Lima Challenger Lima, Perú Serie regular $50,000+H – Tierra batida – 32S/32Q/16D Cuadro de individuales - Cuadro de dobles                                 | Horacio Zeballos 6–74, 6-3, 6-3                   | Facundo Bagnis                        |
| 11 de noviembre | Lima Challenger Lima, Perú Serie regular $50,000+H – Tierra batida – 32S/32Q/16D Cuadro de individuales - Cuadro de dobles                                 | Andrés Molteni Fernando Romboli 6-4, 6-4          | Marcelo Demoliner Sergio Galdós       |
| 11 de noviembre | Keio Challenger Yokohama, Japón Serie regular $50,000+H – Dura – 32S/32Q/16D Cuadro de individuales - Cuadro de dobles                                     | Matthew Ebden 2-6, 7-63, 6-3                      | Go Soeda                              |
| 11 de noviembre | Keio Challenger Yokohama, Japón Serie regular $50,000+H – Dura – 32S/32Q/16D Cuadro de individuales - Cuadro de dobles                                     | Bradley Klahn Michael Venus 7-5, 6-1              | Sanchai Ratiwatana Sonchat Ratiwatana |
| 18 de noviembre | Internazionali di Tennis Castel del Monte Andría, Italia Serie regular €30,000+H – Dura (indoor) – 32S/32Q/16D Cuadro de individuales - Cuadro de dobles   | Márton Fucsovics 6-3, 6-4                         | Dustin Brown                          |
| 18 de noviembre | Internazionali di Tennis Castel del Monte Andría, Italia Serie regular €30,000+H – Dura (indoor) – 32S/32Q/16D Cuadro de individuales - Cuadro de dobles   | Philipp Oswald Andreas Siljeström 6-2, 6-3        | Alessandro Motti Goran Tošić          |
| 18 de noviembre | Dunlop World Challenge Toyota, Japón Serie regular €35,000+H – Dura (indoor) – 32S/32Q/16D Cuadro de individuales - Cuadro de dobles                       | Matthew Ebden 6-3, 6-2                            | Yūichi Sugita                         |
| 18 de noviembre | Dunlop World Challenge Toyota, Japón Serie regular €35,000+H – Dura (indoor) – 32S/32Q/16D Cuadro de individuales - Cuadro de dobles                       | Chase Buchanan Blaž Rola 4-6, 6-3, [10-4]         | Marcus Daniell Artem Sitak            |
| 18 de noviembre | Siberia Cup Tyumen, Rusia Serie regular $35,000+H – Dura (indoor) – 32S/29Q/16D Cuadro de individuales - Cuadro de dobles                                  | Andrey Golubev 6–4, 6–3                           | Andrey Kuznetsov                      |
| 18 de noviembre | Siberia Cup Tyumen, Rusia Serie regular $35,000+H – Dura (indoor) – 32S/29Q/16D Cuadro de individuales - Cuadro de dobles                                  | Sergey Betov Alexander Bury 6–4, 6–2              | Ivan Anikanov Ante Pavić              |